# Турла, Владас Пятрасович
Владас Пятрасович Турла (лит. Vladas Turla, родился 22 февраля 1953 года в Биржае) — советский литовский стрелок из пистолета, семикратный чемпион мира в стрельбе с дистанций 10 м (пневматика), 25 м и 50 м (три в личном первенстве), четырёхкратный чемпион Европы в стрельбе из пистолета с 25 м и 10 м (трижды чемпион в личном первенстве). Заслуженный мастер спорта СССР (1982), участник летней Олимпиады в Москве.

## Биография
Стрельбой занимался с 1967 года, выступал за молодёжную сборную Литовской ССР. В 1968 году выиграл молодёжный чемпионат СССР во Львове. Мастер спорта СССР (1971), окончил в 1977 году Вильнюсский инженерно-строительный институт. Также учился в Вильнюсском высшем командном училище радиоэлектроники ПВО. Был кандидатом в сборную СССР с 1976 года, однако в заявку команды на игры в Монреале не попал.
В 1980 году Турла дебютировал на московской Олимпиаде, выступив в соревнованиях по стрельбе из скорострельного пистолета с дистанции 25 м. Турнир проходил на мытищинском стрельбище «Динамо»: квалификация проходила в два раунда, а три лучших спортсмена разыгрывали комплект наград в финальном раунде. В первом раунде Владас Турла выбил 296 очков, оказавшись вне десятки лучших, а во втором раунде выбил 299 очков, набрав итого 595 очков, однако он проиграл одно очко тройке лидеров, лишившись места в финале и оставшись только на 4-м месте.
Несмотря на неудачу, через год Турла выиграл две золотые медали на чемпионатах Европы в Афинах и Титограде, победив в личном первенстве по стрельбе из пневматического пистолета (10 м) и личном первенстве по стрельбе пистолета центрального боя (25 м). Ещё через год, на чемпионате мира в Каракасе Турла выиграл семь золотых медалей: трижды он побеждал в личных первенствах по стрельбе из пневматического пистолета (10 м), стандартного пистолета (25 м) и пистолета центрального боя (25 м); в этих же дисциплинах он стал чемпионом мира в составе сборной СССР, а седьмую золотую медаль выиграл в командном первенстве по стрельбе из пистолета с 50 м. В том же году Турла победил на чемпионате Европы в Гааге в стрельбе из пневматики, а также был награждён званием «Спортсмен года в Литве».
В 1985 году Турла не только выиграл золотую медаль в командном первенстве по стрельбе из стандартного пистолета с 25 м на чемпионате Европы в Осиеке (в команде выступали Афанасий Кузьмин и Александр Мелентьев), но и установил мировой рекорд в этой дисциплине, выбив 1725 очков (рекорд был повторён Кузьминым и Мелентьевым через год вместе с Игорем Басинским на чемпионате мира в Зюле, но не перебит). Также он завоевал бронзовую медаль в стрельбе из пистолета центрального боя с 25 м в Осиеке в личном первенстве; в стрельбе из стандартного пистолета с 25 м финишировал только на 5-м месте. В том же году на чемпионате мира по стрельбе из пневматического пистолета в Мехико финишировал на 7-м месте (такой же результат был в 1983 году в Инсбруке).
После завершения карьеры свою коллекцию наград он подарил краеведческому музею Биржая, став ведущим специалистом отдела реализации в Оружейном фонде Литовской Республики. 23 августа 2005 года был удостоен звания почётного гражданина Биржая.
Для стрельбы Турла использовал пневматический пистолет производства компании Feinwerkbau с заводской рукояткой: после выстрела и автоматического возвращения оружия в положение «перед выстрелом» он держал это состояние две-три секунды, делал вдох с небольшим подъёмом руки и опускал руку в стартовое положение.